# Zeeuws Technisch Instituut
Het Zeeuws Technisch Instituut (ZTI) was van 1922 tot 1975 een instituut voor de opleiding van civiele technici in de Nederlandse stad Goes.
De opleiding was vooral een waterbouwkundige opleiding.  In 1922 werd de school opgericht. Doel was het creëren van een opleiding voor het 'diploma Zeeland', dat destijds kon worden behaald onder auspiciën van de Bond van Waterbouwkundige Ambtenaren in Zeeland. De cursus werd opgericht door W.H.J. van der Hooft, C.W. Heule, technische ambtenaren van de Rijkswaterstaat en M.P. de Looff, hoofdopzichter van 'De Brede Watering Bewesten Yerseke', L.B. Mudde, P. Kakebeke en J. van der Meulen Bosma.
In 1929 werd de cursus ondergebracht in een maatschap, het Zeeuwsch Technisch Instituut, en hij groeide daarna uit tot een dagschool in Goes. De leerlingen kwamen uit alle delen van Zeeland. Om het ongemak van de lange reistijden te beperken werden de lessen in twee of drie dagen in de week geconcentreerd. Op die dagen werd van acht uur 's morgens tot negen uur 's avonds les gegeven. De overige dagen waren bestemd voor zelfstudie. Het examen werd elk jaar of elke twee jaar gehouden.
Door vertrek en overlijden van de meeste oprichters werd de school in 1937 overgenomen door ir. Van der Hooft. Het ZTI kan als een unieke opleiding in de Nederlandse waterbouwkunde worden geboekstaafd. Meer dan duizend technici hebben via die opleiding een carrière opgebouwd in de Nederlandse waterbouwkunde of aanverwante vakken, soms tot ver over de landsgrenzen.
Jarenlang heeft de school zonder enige subsidie kunnen draaien. Naderhand werd van de gemeente Goes, de Waterschapsbond in Zeeland en de provincie Zeeland subsidie verkregen. De school werd daarom in 1967 in een stichting ondergebracht. Het bleek evenwel niet mogelijk om de school op het scholenplan van het ministerie van Onderwijs geplaatst te krijgen (de school paste niet in de Mammoetwet). Toen bleek dat samenwerkingsverbanden met ander op dit terrein aanwezige scholengemeenschappen niet mogelijk was, werd de stichting in 1975 geliquideerd. Een andere belangrijke reden was dat er geen opvolger voor ir. Van der Hooft gevonden kon worden, die tot zijn 77e jaar de leiding had.
Waar het archief van de school is gebleven is niet bekend. Het secretariaat van de stichting werd in de laatste jaren gevoerd door de gemeentelijk onderwijsinspecteur, zodat de archiefbescheiden van deze particuliere stichting in het archief van de gemeente Goes terecht waren gekomen. In 1982 werd dit archief hiervan afgezonderd, voorzien van een plaatsingslijst en in 1983 overgedragen aan het Rijksarchief in Zeeland (Aanwinst 1983.26).